# Attack of the Friday Monsters!
Az Attack of the Friday Monsters! A Tokyo Tale (怪獣が出る金曜日; Hepburn: Kaijū ga Deru Kinyōbi, ’A péntek, amikor a szörnyek megjelentek’) életszimulátor-kalandjáték, a Guild sorozat tagja, melyet a Millennium Kitchen és az Aquria fejlesztett és a Level-5 jelentetett meg. A játék 2013. március 13-án jelent meg Japánban, míg Észak-Amerikában, Európában és Ausztráliában 2013. július 18-án, kizárólag Nintendo 3DS kézikonzolra, a Nintendo eShop digitális disztribúciós rendszeren keresztül.

## Játékmenet
Az Attack of the Friday Monsters! nagyban hasonlít a játék tervezője, Kaz Ajabe Boku no nacujaszumi című életszimulátor-sorozatára. A játék főszereplője egy átlagos kisiskolás, akinek városában minden pénteken az 1970-es évek tokuszacuiból megelevenedő kaidzsúk és szuperhősök jelennek meg. A játék valósidejű háromdimenziós poligonális szereplőmodellekből és tárgyakból áll, melyeket előre-renderelt kézzel festett hátterekre szuperimpozicionáltak, a kameraállás rögzített. A városban különböző pontokon szétszórva „pislákoló fényeket”, azaz a szörnyekből a harcaik során lerepülő darabkákat lehet felvenni, melyekkel egy gyűjtögetős kártyajáték lapjait lehet megnyitni. A kő-papír-olló-rendszerben működő kártyajátékban a városka többi gyermekével lehet megmérkőzni, azonban ez és maga a kártyagyűjtögetés is rendszerint opcionális.

## Fogadtatás
A játék általánosságban pozitív kritikai fogadtatásban részesült, a Metacritic kritikaösszegző weboldalon 26 kritikus véleménye alapján 77/100-as átlagpontszámon áll. A játék a 2014-es Game Developers Choice Awards díjátadón legjobb narratíva kategóriában zsűri dicséretben részesült.